# Рубель (предмет)

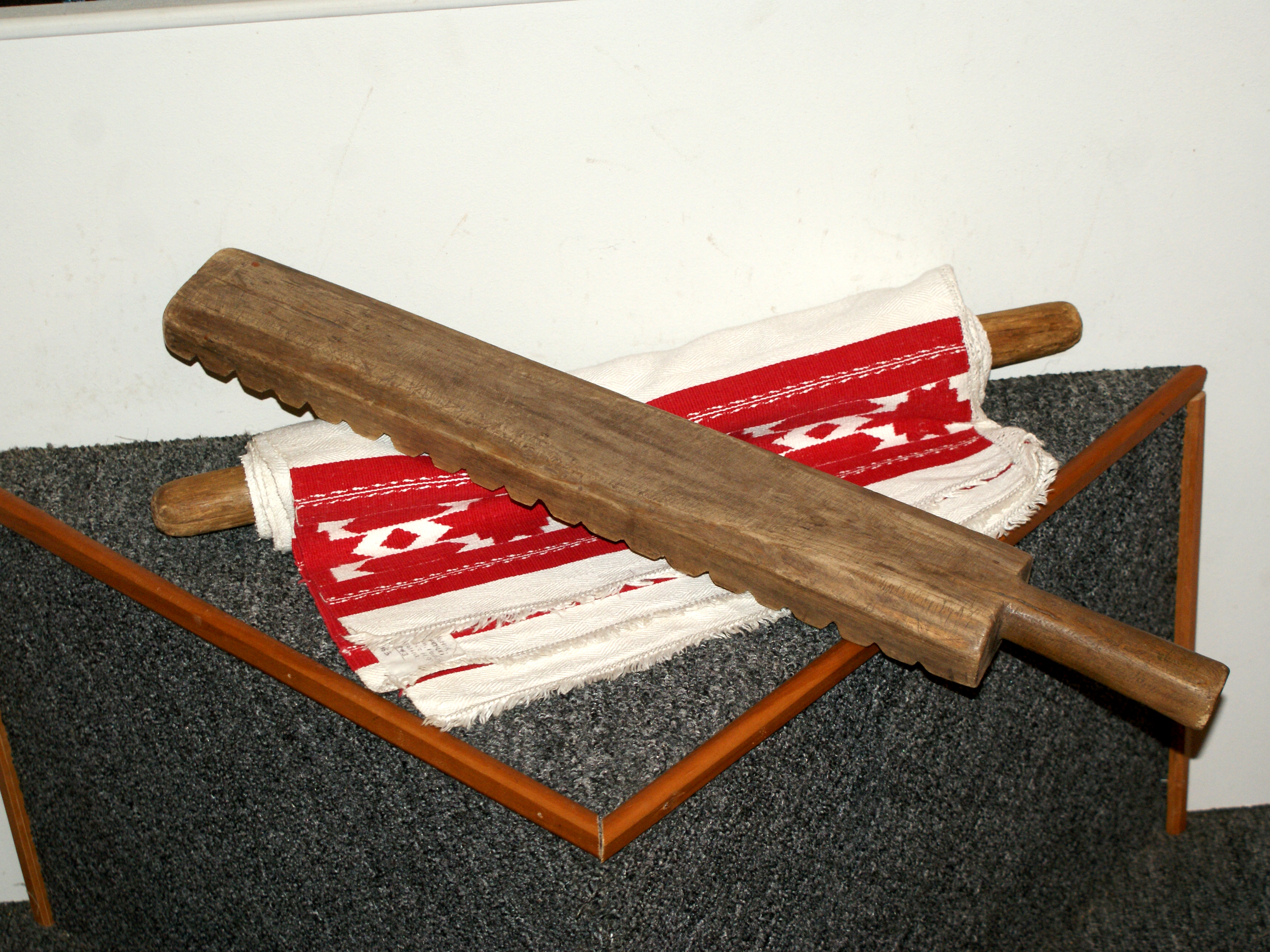
Рубель и валик. Слуцкий музей этнографии

Рубе́ль (ребрак, качулка рубчатая, валёк) — деревянная доска с вырубленными поперечными желобками для катания белья, накатки кож. Предмет домашнего обихода использовался для выколачивания (стирки) и глажения белья. Отжатое вручную бельё наматывали на валик или скалку и раскатывали рубелем.

## Описание

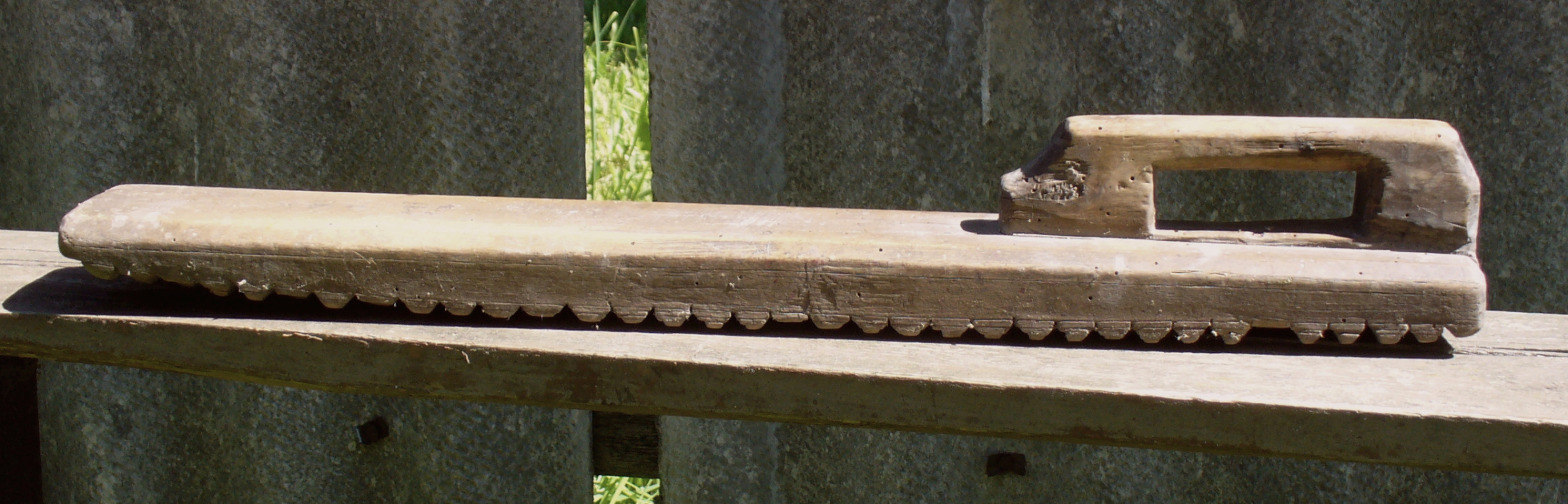
Рубель. Витебская область

Рубель представлял собой пластину из древесины твёрдых пород с ручкой на одном конце. На одной стороне пластины нарезались поперечные скруглённые рубцы, вторая оставалась гладкой, а иногда украшалась затейливой резьбой. В разных регионах рубели могли различаться или особенностями формы, или своеобразным декором. Так, во Владимирской губернии рубеля, украшенные геометрической резьбой, отличались необычайной длиной, на реке Мезень рубеля делались широкими, слегка расширяющимися к концу, а в Ярославской губернии, кроме геометрической резьбы, рубель иногда украшала объёмная скульптура, которая, выступая над резной поверхностью, служила в то же время и очень удобной второй ручкой.
Иногда рукоятку рубеля делали полой и закладывали внутрь горошинки или другие мелкие предметы, чтобы они гремели при раскатывании.

…Касьян слышал, как глухо, будто мельничный жёрнов, погромыхивал в избе рубель: должно быть, Натаха прокатывала вчерашнее бельё… — Евгений Носов, «Усвятские шлемоносцы»